# Miguel Thiré
Miguel Pesce Thiré (ur. 8 lipca 1982 w Rio de Janeiro) – brazylijski aktor telewizyjny, teatralny i filmowy.

## Wybrana filmografia
- 2001: Porto dos Milagres jako Alfredo Henrique
- 2002: O Quinto dos Infernos
- 2002: Malhação jako Charles Junior
- 2002: Desejos de Mulher jako młody Diogo
- 2004: Sob Nova Direção jako Bruno
- 2006: Didi, o Caçador de Tesouros jako Lucas Walker
- 2006: Cobras & Lagartos jako Otaviano
- 2006-2007: Paixões Proibidas jako Simão de Azevedo
- 2008: Mateus, o Balconista
- 2008: Casos e Acasos jako Adriano
- 2009: Vida de Balconista
- 2009: Poder Paralelo jako Douglas Arno
- 2011: Samson i Dalila (Sansão e Dalila) jako Faruk
- 2012: A Memória que me Contam jako Eduardo
- 2012: O Inventor de Sonhos jako Luís Bernardo
- 2013: Copa Hotel jako Frederico Gonzalez
- 2014: Em Família jako Gabriel
- 2016-2017 : A Impostora jako dr Lucas